# Archambaud VIII. Bourbonský
Archambaud VIII. Bourbonský řečený Veliký, francouzsky Archambaud le Grand (1189 – 1242) byl francouzský konstábl, pán z Bourbonu.

## Život
Narodil se jako syn Guye II. z Dampierre a Matyldy Bourbonské, dcery Archambauda Bourbonského, dědičky bourbonského panství. Jméno získal po svém dědovi z matčiny strany. Po smrti svého otce v roce 1216 se ujal správy panství. Byl dvakrát ženatý, první choť Alix Guigone de Forez zapudil a oženil se s Beatrix z Montluçonu, držitelkou panství Montluçon, jež po svatbě připadlo Archambaudovi.
Byl těžce zraněn v bitvě u Taillebourgu a o měsíc později zranění podlehl. Společně s Beatrix byl pohřben v cisterciáckém klášteře Notre-Dame de Bellaigue.